# Babı
Babı è un comune dell'Azerbaigian situato nel distretto di Füzuli.